# Lista de aeroportos da Colômbia
Esta é uma lista de aeroportos da Colômbia, classificados por cidade.
| Cidade                   | ICAO | IATA | Nome do aeroporto                                                          |
| Aeroportos civis         |      |      |                                                                            |
| Acandí                   | SKAD | ACD  | Aeroporto de Acandí                                                        |
| Aguaciara                | SKAG | ACL  | Aeroporto Cesar                                                            |
| Amalfi                   | SKAM | AFI  | Aeroporto de Amalfi                                                        |
| Andes                    | SKAN | ADN  | Aeroporto de Andes                                                         |
| Apiay                    | SKAP | API  | Aeroporto Gomez Nino-Apiay                                                 |
| Araracuara               | SKAC | ACR  | Aeroporto de Araracuara                                                    |
| Arauca                   | SKUC | AUC  | Aeroporto Santiago Pérez                                                   |
| Armenia                  | SKAR | AXM  | Aeroporto Internacional El Edén                                            |
| Bahía Solano             | SKBS | BSC  | Aeroporto José Celestino Mutis                                             |
| Barrancabermeja          | SKEJ | EJA  | Aeroporto Yariguies                                                        |
| Barranquilla             | SKBQ | BAQ  | Aeroporto Internacional Ernesto Cortissoz                                  |
| Bogotá                   | SKBO | BOG  | Aeroporto Internacional El Dorado                                          |
| Bucaramanga              | SKBG | BGA  | Aeroporto Internacional Palonegro                                          |
| Buenaventura             | SKBU | BUN  | Aeroporto de Buenaventura                                                  |
| Cáli                     | SKCL | CLO  | Aeroporto Internacional Alfonso Bonilla Aragón                             |
| Capurganá                | SKCA | CPB  | Aeroporto de Capurganá                                                     |
| Carepa                   | SKLC | LCD  | Aeroporto Antonio Roldán Betancourt                                        |
| Carimagua                | SKCI | CCO  | Aeroporto de Carimagua                                                     |
| Carmen de Bolívar        | SKCB |      | Aeroporto de Carmen de Bolívar                                             |
| Cartagena das Índias     | SKCG | CTG  | Aeroporto Internacional Rafael Núñez                                       |
| Cartago                  | SKGO | CRC  | Aeroporto Santa Ana                                                        |
| Carurú                   | SKCR | CUO  | Aeroporto de Carurú                                                        |
| Caucasia                 | SKCU | CAQ  | Aeroporto de Caucasia                                                      |
| Chaparral                | SKHA | CPL  | Aeroporto de Chaparral                                                     |
| Chía                     | SKGY | GYM  | Aeroporto Guaymaral                                                        |
| Chigorodo                | SKIG | IGO  | Aeroporto de Chigorodo                                                     |
| Cimitarra                | SKCM | CIM  | Aeroporto de Cimitarra                                                     |
| Condoto                  | SKCD | COG  | Aeroporto Mandinga                                                         |
| Corozal                  | SKCZ | CZU  | Aeroporto Las Brujas                                                       |
| Coveñas                  | SKCV | CVE  | Aeroporto de Coveñas                                                       |
| Cravo Norte              | SKCN | RAV  | Aeroporto de Cravo Norte                                                   |
| Cúcuta                   | SKCC | CUC  | Aeroporto Internacional Camilo Daza                                        |
| El Bagre                 | SKEB | EBG  | Aeroporto de El Bagre                                                      |
| El Banco                 | SKBC | ELB  | Aeroporto Las Flores                                                       |
| Florencia                | SKFL | FLA  | Aeroporto Gustavo Artunduaga Paredes                                       |
| Girardot                 | SKGI | GIR  | Aeroporto Santiago Vila                                                    |
| Guapi                    | SKGP | GPI  | Aeroporto de Guapi                                                         |
| Hato Corozal             | SKHC | HTZ  | Aeroporto de Hato Corozal                                                  |
| Ibagué                   | SKIB | IBE  | Aeroporto Perales                                                          |
| Ipiales                  | SKIP | IPI  | Aeroporto San Luis                                                         |
| La Pedrera               | SKLP | LPD  | Aeroporto de La Pedrera                                                    |
| Leticia                  | SKLT | LET  | Aeroporto Internacional Alfredo Vásquez Cobo                               |
| Magangué                 | SKMG | MGN  | Aeroporto Baracoa                                                          |
| Maicao                   | SKLM |      | Aeroporto La Mina                                                          |
| Maicao                   | SKLJ |      | Aeroporto de Maicao                                                        |
| Maicao                   | SKLO | MCJ  | Aeroporto San José de Maicao                                               |
| Málaga                   | SKLA |      | Aeroporto de Málaga                                                        |
| Mani                     | SKMN | MNI  | Aeroporto de Mani                                                          |
| Manizales                | SKMZ | MZL  | Aeroporto La Nubia                                                         |
| Mariquita                | SKQU | MQU  | Aeroporto de Mariquita                                                     |
| Medellín/Rionegro        | SKRG | RNG  | Aeroporto Internacional José María Córdova                                 |
| Medellín                 | SKMD | MDE  | Aeroporto Olaya Herrera                                                    |
| Miraflores               | SKMF | MFS  | Aeroporto de Miraflores                                                    |
| Mitú                     | SKMU | MVP  | Aeroporto Fabio Alberto León Bentley                                       |
| Mompos                   | SKMP | MMP  | Aeroporto San Bernardo                                                     |
| Montelíbano              | SKML |      | Aeroporto de Montelíbano                                                   |
| Montería                 | SKMR | MTR  | Aeroporto Los Garzones                                                     |
| Necoclí                  | SKNC | NCI  | Aeroporto Antioquia                                                        |
| Neiva                    | SKNV | NVA  | Aeroporto Benito Sala                                                      |
| Nuquí                    | SKNQ | NQU  | Aeroporto de Nuquí                                                         |
| Ocaña                    | SKOC | OCV  | Aeroporto Aguas Claras                                                     |
| Orito                    | SKOR |      | Aeroporto de Orito                                                         |
| Orocue                   | SKOE | ORC  | Aeroporto de Orocue                                                        |
| Otú                      | SKO  | OYU  | Aeroporto de Otú                                                           |
| Paipa                    | SKPA |      | Aeroporto Juan José Rondón                                                 |
| Pasto                    | SKPS | PSO  | Aeroporto Antonio Nariño                                                   |
| Paz de Ariporo           | SKPZ | PZA  | Aeroporto de Paz de Ariporo                                                |
| Pereira                  | SKPE | PEI  | Aeroporto Internacional Matecaña                                           |
| Pitalito                 | SKPI | DTX  | Aeroporto de Pitalito                                                      |
| Plato                    | SKPL | PLT  | Aeroporto de Plato                                                         |
| Popayán                  | SKPP | PPN  | Aeroporto Guillermo León Valencia                                          |
| Portete                  | SKPB |      | Aeroporto Puerto Bolívar                                                   |
| Providencia Island       | SKPV | PVA  | Aeroporto El Embrujo                                                       |
| Puerto Asís              | SKAS | PUU  | Aeroporto Tres de Mayo                                                     |
| Puerto Berrío            | SKPR | PBE  | Aeroporto de Puerto Berrío                                                 |
| Puerto Carreño           | SKPC | PCR  | Aeroporto de Puerto Carreño                                                |
| Puerto Inírida           | SKPD | PDA  | Aeroporto Obando                                                           |
| Puerto Leguízamo         | SKLG | LQM  | Aeroporto Caucaya                                                          |
| Quibdó                   | SKUI | UIB  | Aeroporto El Caraño                                                        |
| Quipama                  | SKFR |      | Aeroporto Furatena                                                         |
| Riohacha                 | SKRH | RCH  | Aeroporto Almirante Padilla                                                |
| San Andrés e Providencia | SKSP | SPP  | Aeroporto Internacional Gustavo Rojas Pinilla (Aeroporto Sesquicentenário) |
| San José del Guaviare    | SKSJ | SJE  | Aeroporto de San José del Guaviare                                         |
| San Marcos               | SKSR | SRS  | Aeroporto de San Marcos                                                    |
| Santa Marta              | SKSM | SMP  | Aeroporto Internacional Simón Bolívar                                      |
| San Vicente del Caguan   | SKSV | SVI  | Aeroporto San Vicente del Caguan                                           |
| Saravena                 | SKSA | RVE  | Aeroporto Los Colonizadores                                                |
| Sogamoso                 | SKSO | SOX  | Aeroporto Alberto Lieras Camargo                                           |
| Tame                     | SKTM | TME  | Aeroporto de Tame                                                          |
| Tibu                     | SKIU | TIB  | Aeroporto de Tibu                                                          |
| Tolú                     | SKTL |      | Aeroporto de Tolú                                                          |
| Trinidad                 | SKTD | TDA  | Aeroporto de Trinidad                                                      |
| Tuluá                    | SKUL | ULQ  | Aeroporto Farfán                                                           |
| Tumaco                   | SKCO | TCO  | Aeroporto La Florida                                                       |
| Turbo                    | SKTU | TRB  | Aeroporto Gonzalo Mejía                                                    |
| Urrao                    | SKUR | URR  | Aeroporto de Urrao                                                         |
| Valledupar               | SKVP | VUP  | Aeroporto Alfonso López Pumarejo                                           |
| Villagarzón              | SKVG | VGZ  | Aeroporto de Villagarzón                                                   |
| Villavicencio            | SKVV | VVC  | Aeroporto Vanguardia                                                       |
| Yaguara                  | SKYA | AYG  | Aeroporto de Yaguara                                                       |
| Yopal                    | SKYP | EYP  | Aeroporto El Alcaraván                                                     |
| Aeroportos militares     |      |      |                                                                            |
| Madrid                   | SKMA |      | Base Aérea de Madrid                                                       |
| Marandua                 | SKUA | MQZ  | Base Aérea de Marandua                                                     |
| Palanquero               | SKPQ | PAL  | Base Aérea Germán Olano                                                    |
| Tres Esquinas            | SKTQ | TQS  | Base Aérea de Tres Esquinas                                                |